# Martí Fontclara i Palomeras
Martí Fontclara i Palomeras (Castelló d'Empúries, 30 de març del 1987) és intèrpret de fiscorn, trombó i compositor de sardanes.

## Biografia
Començà a estudiar música a l'edat de sis anys a l'Escola Municipal de Música "Antoni Agramont" de Castelló d'Empúries, i al llarg dels anys s'ha format en un seguit de disciplines: violí (amb el mestre Albert Teixidor), piano (amb Pere Cortada i Marc Timón), trombó i fiscorn (amb Martí Genís, Josep Riumalló, Pep Moliner i Miquel Badia), i trombó jazz i modern (amb mestres com Tom Johnson i Toni Belenguer). Obtingué el grau professional al Conservatori Municipal de Música de Barcelona, és diplomat en Magisteri en l'especialitat d'Educació Musical per la UAB i graduat en interpretació de fiscorn a l'ESMUC.
Amb quinze anys entrà a la cobla Els Rossinyolets i l'any següent ho feu a l'Empordanesa. Del 2006 al 2009 va ser fiscornaire de la Cobla Contemporània i el 2009 s'incorporà com a trombonista a la Cobla Marinada. Després d'estar-hi amb el trombó durant dos anys, passà a tocar el fiscorn, instrument que toca en l'actualitat. Ha tocat esporàdicament en diverses formacions com les cobles La Principal del Caribe i la Comtat d'Empúries, i amb grups com Dekrèpits, La Principal del Funk, Mr. Soul i The Mamzelles.
Actualment, a part de formar part de la Cobla Marinada, és trombonista del grup The Txandals i Mrs. Glow.

## Obres

### Sardanes
- Ironies (2004). Primera sardana, enregistrada per la Cobla Contemporània al disc Contemporanis 5 (Barcelona: PICAP, 2006).
- Petits tresors (2007). Sardana dedicada a tots els seus cosins petits (quan ho eren...).
- Fins aviat (2008). Sardana dedicada a la Cobla Contemporània i finalista en el Certamen per a Joves Compositors de Blanes.
- Nonna (2009). Sardana dedicada als avis en general i als seus en particular.
- Aromes (2010).
- Vent de nord (2014). Sardana dedicada a la Cobla Mil·lenària.
- Mare (2015). Sardana dedicada a la mare del bon amic Pere López, Pepita Torras.
- Amb 40 no en fem prou! (2015). Sardana dedicada al 40è aniversari de l'Agrupació Sardanista "Avi Xaxu" de l'Escala.
- DO Montiró (2017): Sardana dedicada al 65è aniversari de l'amic Narcís Isern i Colom.
- Figueres, capital de la sardana 2017 (2017). Sardana oficial de la capitalitat de la sardana de la ciutat altempordanesa.
- Granit (2017). Sardana dedicada al 90è aniversari de l'Agrupació sardanista de Santa Perpètua de la Mogoda.
- Vincles pairals (2017). Sardana dedicada al 90è aplec de la sardana de Calella.
- Al Claustre de Sant Agustí (2024). Sardana dedicada al claustre d'Igualada

### Sardanes "còmiques"
- Entre pallassos i arlequins (2006). Enregistrada per la Cobla Contemporània al disc Sardaxou 1 (Barcelona: PICAP, 2006 ref. 91.0469-02)
- Darth Vader buscant l'arca perduda (2007). Basada en temes de John Williams de La guerra de les galàxies i Indiana Jones. Enregistrada per la Cobla Contemporània al disc Sardaxou 2 (Barcelona: PICAP, 2007, ref. 91.0520-02)
- En Pere pistola (2008). Basada en el tema "Peter Gunn"', de Henry Mancini. Enregistrada per la Cobla Contemporània al disc Sardaxou 3 (Barcelona: PICAP, 2008, ref. 910706-02)
- La història del fantasma de l'est (2008). Basada en músiques de West Side Story, de Leonard Bernstein, i de l'òpera rock The Phantom of the Opera, d'Andrew Lloyd Webber. Enregistrada per la Cobla Contemporània al disc Sardaxou 3 (Barcelona: PICAP, 2008, ref. 910706-02)
- Entre la barbacoa i la paret (2009). Basada en les cançons "Si yo tuviera una escoba", de Vicente Mari; "La barbacoa", de Jorge M. Santagueda, Oscar S. Domínguez i Georges Meyer, i "Munta-t'ho bé", de Lluís Gavaldà. Enregistrada per la Cobla Contemporània al disc Sardaxou 4 (Barcelona: PICAP, 2009 ref. 910850-02)
- Videojoc estiuenc (2010). Basada en els temes "Super Mario Bros", de Koji Kondo; "Explota mi corazón", de Franco Bracardi, Daniele Pace i Antonio Figueroa; "Hay que venir al sur", de Daniele Pace, Giandomenico Boncompagni i Paolo Ormi, i "Love is in the air", de Harry Vanda i George Young. Enregistrada per la Cobla Contemporània al disc Sardaxou 5 (Barcelona: PICAP, 2010)
- No m'afaitis (2011). Basada en temes originals de Il barbiere di Siviglia, de Gioachino Rossini; Nabucco, de Giuseppe Verdi, i Caruso, de Lucio Dalla. Enregistrada per la Cobla Contemporània al disc Sardaxou 6 (Barcelona: PICAP, 2011)
- Pirates contemporanis (2012). Basada en temes originals d'Els pirates de Penzance, d'Arthur Sullivan. Enregistrada per la Cobla Contemporània al disc Sardaxou 7 (Barcelona: PICAP, 2012)
- Paellades d'amor (2014). Basada en els temes del grup Dijous Paella, de Xavier Capdevila, i "Maite Zaitut", de Xabier Zabala. Enregistrada per la Cobla Contemporània al disc Sardaxou 9 (Barcelona: PICAP, 2014)
- Les cartes de la Maria (2017).